# تفاؤلية علمية

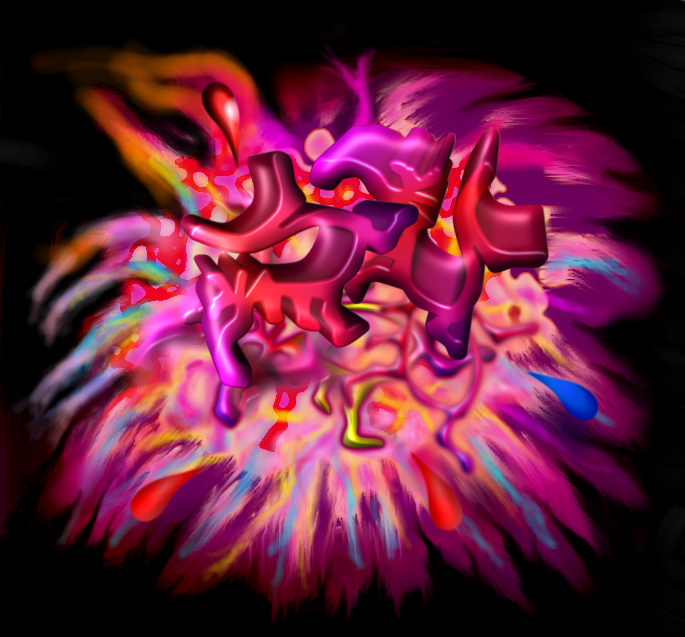

التفاؤلية العلمية أو اللإكستروبية Extropianism أو extropism or إكستروبي extropy هي فلسفة تحتضن إطارا متطورا من القيم والمعايير التي تؤمن باستمارية تطور الحضارة الإنسانية وإيمان بقدرة العلم على تجاوز وتخطي الصعوبات التي تعارض البشرية. تنتمي التفاؤلية العلمية إلى الفكر البعد إنساني عن طريق الإيمان بالتقدم والتطور الإنساني.

## مباديء التفاؤلية العلمية
- التقدم الدائم الاكستروبي تعني السعي الي مزيد من الذكاء, الحكمة, و الفاعلية, حياة مفتوحة النهاية, وإزالة القيود السياسية والثقافية والبيولوجية والنفسية التي تعيق استمرار التنمية. و التغلب بأستمرار علي القيود التي تعيق تقدمنا وامكانيتنا التي نتمتع بها كافراد، وكمنظمات، و كجنس بشري. و التطور في اتجاهات مفيدة بدون عائق.